# 大樹町立大樹小学校
大樹町立大樹小学校（たいきちょうりつたいきしょうがっこう）は、北海道広尾郡大樹町ある公立小学校。

## 概要
- 本校は、大樹町内唯一の小学校である。

## 沿革
- 1899年（明治32年）7月 - 上歴舟村9線102番地に歴舟村説教所として開設。
- 1902年（明治35年）
  - 5月31日 - 明道尋常小学校と改称、この日を開校記念日とした。
  - 11月6日 - 6月新築工事着手した校舎が落成。
- 1911年（明治44年）6月15日 - 開校10周年記念祝賀会並びに大運動会を開催。
- 1915年（大正4年）4月1日 - 校舎増築。
- 1918年（大正7年）4月1日 - 校舎増築。
- 1929年（昭和4年）10月 - 上当緑特別教授所新設。
- 1932年（昭和7年）8月 - 通学区を二分し石坂尋常小学校を新設。また、現在地に新築、明道を大樹と改称し、大樹尋常高等小学校と改称。
- 1934年（昭和9年）12月31日 - 校舎増築落成。
- 1936年（昭和11年）9月30日 - 天皇行幸による御宿所の一部を校舎に設ける。
- 1941年（昭和16年）4月1日 - 国民学校令により、大樹国民学校と改称。
- 1947年（昭和22年）4月1日 - 学制改革により、大樹小学校と改称。
- 1952年（昭和27年）10月7日 - 開校50周年記念祝賀会挙行。
- 1965年（昭和40年）10月1日 - 新校舎落成祝賀会式典挙行。
- 1968年（昭和43年）
  - 4月1日 - 館山小学校を統合。
  - 12月23日 - 学校給食開始。
- 1970年（昭和45年）7月23日 - 学校用簡易プール完成。
- 1971年（昭和46年）4月1日 - 萌和小学校を統合。
- 1982年（昭和57年）10月3日 - 開校80周年記念式典挙行し、祝賀会開催。
- 1992年（平成4年）10月4日 - 開校90周年記念式典挙行し、祝賀会開催。
- 1993年（平成5年）1月15日 - 20時06分頃に発生した釧路沖地震により、窓ガラス破損360枚、壁亀裂等の被害が発生した。
- 2002年（平成14年）10月6日 - 開校百周年記念式典挙行し、祝賀会開催。
- 2003年（平成15年）9月26日 - 4時50分頃に発生した十勝沖地震により、窓ガラス破損200枚、体育館壁倒壊、壁亀裂等の被害が発生した。
- 2005年（平成17年）
  - 4月1日 - 歴舟小学校を統合。
  - 5月11日 - 機械警備開始。
- 2006年（平成18年）4月1日 - 生花小学校を統合。
- 2007年（平成19年）6月21日 - 新校舎建設地鎮祭、工事着工。
- 2009年（平成21年）
  - 1月8日 - 校舎移転作業。
  - 1月19日 - 新校舎使用開始。
  - 4月1日 - 石坂小学校を統合。
  - 8月30日 - グラウンド等、外溝工事竣工。
  - 10月3日 - 新校舎落成を祝う会開催。
- 2011年（平成23年）4月1日 - 中島小学校を統合。
- 2013年（平成25年）4月1日 - 尾田小学校を統合。

## 通学区域
- 大樹町全域[1]

## 進学先中学校
- 大樹町立大樹中学校

## 学校周辺
- 大樹町役場
- 国道236号
- 北海道道55号清水大樹線
- 柏林公園
- 生涯学習センター
- 大樹郵便局

## 交通アクセス
- 十勝バス60系統広尾線で、「大樹本町」バス停下車後、徒歩約270m・約5分。
- JR根室本線帯広駅から、上述の路線バスで、「大樹本町」バス停まで、
  - 北口の帯広駅前ターミナルから、1時間42分～1時間45分。
  - 帯広駅西口バス停から、1時間40分～1時間43分。